# Skanska
Skanska es una compañía multinacional líder del sector de la construcción e industria petrolera de origen sueco. Es en ese país la mayor compañía constructora.

## Historia
Aktiebolaget Skånska Cementgjuteriet fue fundada en 1887 y comenzó fabricando productos de hormigón.  Rápidamente se convirtió en una compañía constructora y a los 10 años recibió su primer contrato internacional. La empresa jugó un papel importante en la construcción de la infraestructura de Suecia; incluyendo rutas, plantas de energía, oficinas y viviendas.
El crecimiento en Suecia fue seguido por la expansión internacional. A mediados de la década del cincuenta Skånska Cementgjuteriet hizo un importante desembarco en los mercados internacionales. Durante las siguientes décadas entró en los mercados de Sudamérica, África y Asia; además en 1971 entró en Estados Unidos, donde hasta el día de hoy se encuentra entre las mayores empresas de su sector. La compañía se inscribió en la A-list de la Bolsa de valores de Estocolmo en 1965. En 1984 el nombre «Skanska», ya utilizado generalmente en el ámbito internacional se convirtió en el nombre oficial del grupo empresario.
Durante la parte final de los años noventa Skanska inició su mayor fase expansiva, su negocio se duplicó en pocos años. Aunque la mayor parte de este crecimiento fue interno, una serie de exitosas adquisiciones también allanaron el camino para su transformación en una verdadera compañía global. En agosto de 2000 compró la división de construcción de Kvaerner.
A mediados de 2004, Skanska decidió desactivar sus inversiones asiáticas y vendió su filial india a Italian Thai Development Company, empresa constructora con sede en Tailandia.
En 2011, Skanska adquirió Industrial Contractors Inc de Evansville, Indiana, Estados Unidos.

## Operaciones
Skanska desarrolla sus operaciones en 4 áreas: construcción, desarrollo residencial, desarrollo inmobiliario comercial y desarrollo de infraestructura. La construcción es el área de negocios más grande tanto por los ingresos que genera como por el número de empleados que ocupa. Las operaciones de las otras áreas implican inversiones en proyectos con dinámica de inversión y desinversión. El desarrollo de infraestructura a menudo implica asociaciones público-privadas (PPP). Geográficamente, el grupo opera con base en unidades de negocio locales.

## Actividades en desarrollo

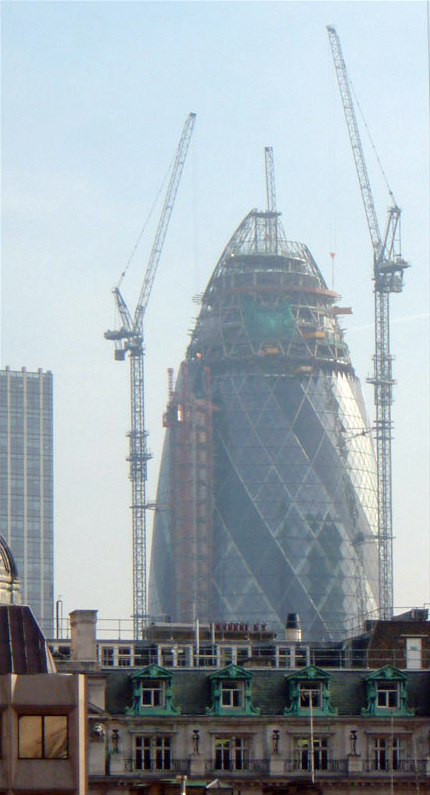
Obras en curso en 30 St Mary Axe, uno de los contratos más destacados de Skanska. Construida entre 2001 y 2004, la torre fue una importante incorporación al skyline de Londres.

Skanska tiene fuerte presencia en varios países, sus principales mercados son las naciones nórdicas, Estados Unidos, el Reino Unido, Europa central y América Latina. Las operaciones del grupo están basadas en unidades locales de negocios, que tienen buenos conocimientos de sus respectivos mercados, clientes y proveedores, estas unidades están respaldadas por los valores comunes, procedimientos, fortaleza financiera y la experiencia grupal de Skanska.  De esta manera es una constructora local con fuerza global y una desarrolladora internacional con fuertes raíces locales a la vez. Skanska ha construido un nuevo hospital público en Malta, un proyecto con un costo de alrededor de 1,000 millones de dólares.
La misión de Skanska es la de desarrollar, construir y mantener el ambiente físico para vivir, viajar y trabajar. La empresa apunta a ser líder en los mercados donde es local. En la actualidad opera en cuatro corrientes de negocios: construcción, desarrollos residenciales, desarrollos comerciales e infraestructura. Los proyectos son el núcleo de las operaciones del grupo, pues sus ganancias son generadas en provechosos y correctamente implementados proyectos. Por lo general en todo momento se encuentran varios cientos de proyectos ejecutándose.
Los márgenes de ganancia en 2006 alcanzaron los 125,600 millones de coronas suecas. Los ingresos operativos totales del grupo Skanska totalizaron 4,985 billones de coronas y los beneficios luego del pago de tasas fueron de 3,655 billones. Las ganancias por acción alcanzaban las 8,68 coronas. Tuvo en ese año un promedio de 56,805 empleados. Sus oficinas centrales se encuentran en la ciudad de Solna, Suecia.

## Premios y reconocimientos
El director ejecutivo y presidente de Skanska USA, Richard Kennedy, fue nombrado Ejecutivo del año en los Construction Dive Awards en 2019.  Skanska también fue reconocida por su membresía en el Consejo Estratégico de Análisis Predictivo, que Construction Dive nombró Innovador del Año 2019.

## Controversias
En 1996 se confió a Skanska la construcción de un hospital general "de última generación", el Hospital Mater Dei en Malta, con un coste de más de € 700 000 000. Más tarde se descubrió que Skanska había utilizado cemento de menor calidad, del tipo que generalmente se usa para construir pavimentos. Como resultado, el hospital no pudo desarrollar más pisos o construir un helipuerto en el techo. La empresa tenía responsabilidad limitada dentro del contrato.
En 2005 se adjudicó a Skanska un gran contrato para la construcción de un gasoducto de gas natural en Argentina. En 2007 la empresa estuvo implicada en informes sobre supuestos sobornos relacionados con pagos ilegales a funcionarios gubernamentales vinculados a la adjudicación del proyecto. Seis ex gerentes de Skanska más un ex consultor fueron arrestados por evasión de impuestos. Skanska realizó su propia investigación, despidió a siete empleados y trabajó en estrecha colaboración con las autoridades en relación con la investigación.
Tiempo después, las acusaciones de soborno se relacionaron con un oleoducto para Petrobras en Brasil, lo que provocó que el gobierno brasileño prohibiera a Skanska participar en cualquier licitación durante dos años. Estos hechos determinaron que Skanska se retirara por completo de las operaciones en América del Sur.
La empresa británica Kværner/Trafalgar House Plc, propiedad de Skanska, estuvo involucrada con la británica Consulting Association, desenmascarada en 2009 por operar una lista negra ilegal de la industria de la construcción. Se informó que Skanska era el usuario industrial que más requería los servicios de la Consulting Association, gastando más de £ 28,000 además de una suscripción anual de £ 3,000. Más tarde, Skanska fue una de las ocho empresas que en 2014 lanzaron el Plan de Compensación para Trabajadores de la Construcción, señalado como un "truco de relaciones públicas" por el sindicato GMB, y descrito por el Comité Selecto de Asuntos Escoceses como "un acto de mala fe". En diciembre de 2017, el sindicato «Unite» anunció que había entablado procedimientos judiciales contra cuatro expresidentes de la Asociación de Consultoría, incluido el exdirector de relaciones laborales de Skanska, Stephen Quant, por violación de la privacidad, difamación y delitos contra la Ley de Protección de Datos. «Unite» también anunció que estaba tomando medidas contra 12 contratistas importantes, incluida Skanska.
En diciembre de 2013, el Tribunal Supremo de la República Eslovaca confirmó que Skanska DS a.s. participó en 2004 en un cartel de manipulación de licitaciones de empresas constructoras (junto con empresas del grupo Strabag y del grupo Mota-Engil). La conducta ilegal estuvo asociada con la licitación para la ejecución de obras para la construcción de la autopista D1 de Mengusovce a Jánovce en el este Eslovaquia.